# Box-Weltcup 2005
Die 10. Box-Wettbewerbe der Herren des Weltcups wurden vom 12. bis zum 17. Juli in der russischen Hauptstadt Moskau ausgetragen.

## Medaillengewinner
| Klasse                              | Gold                       | Silber                     | Bronze                                                         |
| Halbfliegengewicht (– 48 Kilogramm) | Yan Barthelemí Kuba        | Sergei Kasakow Russland    | Mirat Sarsembajew Kasachstan –                                 |
| Fliegengewicht (– 51 Kilogramm)     | Andry Laffita Kuba         | Georgi Balakschin Russland | Mirschan Rachimschanow Kasachstan Elshad Guliyev Aserbaidschan |
| Bantamgewicht (– 54 Kilogramm)      | Guillermo Rigondeaux Kuba  | Maxim Chalikow Russland    | Murat Airmasov Kasachstan Elshan Ismailov Aserbaidschan        |
| Federgewicht (– 57 Kilogramm)       | Alexey Tishchenko Russland | Yuriolkis Gamboa Kuba      | Şahin İmranov Aserbaidschan Galib Schafarow Kasachstan         |
| Leichtgewicht (– 60 Kilogramm)      | Yordenis Ugás Kuba         | Murat Chratschow Russland  | Serik Sapiyev Kasachstan Romal Amanov Aserbaidschan            |
| Halbweltergewicht (– 64 Kilogramm)  | Oleg Komissarow Russland   | Carlos Banteur Kuba        | Emil Magerramov Aserbaidschan Kanat Orakbayev Kasachstan       |
| Weltergewicht (– 69 Kilogramm)      | Andrei Balanow Russland    | Erislandy Lara Kuba        | Baqyt Särsekbajew Kasachstan –                                 |
| Mittelgewicht (– 75 Kilogramm)      | Matvey Korobov Russland    | Yordanis Despaigne Kuba    | Cavid Tağıyev Aserbaidschan Gennadi Golowkin Kasachstan        |
| Halbschwergewicht (– 81 Kilogramm)  | Jewgeni Makarenko Russland | Ismaikel Perez Kuba        | Anar Mirzoyev Aserbaidschan Jerdos Dschanabergenow Kasachstan  |
| Schwergewicht (- 91 Kilogramm)      | Roman Romantschuk Russland | Luis Ortiz Kuba            | Elçin Alizade Aserbaidschan Dmitriy Gotfrid Kasachstan         |
| Superschwergewicht (+ 91 Kilogramm) | Islam Timursijew Russland  | Odlanier Solis Kuba        | Muhamed Adamov Aserbaidschan Muchtarchan Dildabekow Kasachstan |

## Medaillenspiegel
| Rang | Land          | Gold | Silber | Bronze | Gesamt |
| ---- | ------------- | ---- | ------ | ------ | ------ |
| 1    | Russland      | 7    | 4      | 0      | 11     |
| 2    | Kuba          | 4    | 7      | 0      | 11     |
| 3    | Kasachstan    | 0    | 0      | 11     | 11     |
| 4    | Aserbaidschan | 0    | 0      | 9      | 9      |
|      | Gesamt        | 11   | 11     | 20     | 42     |